# Chantal Sauvant
Chantal Sauvant (* 8. Mai 2002) ist eine deutsche Tennisspielerin.

## Karriere
Sauvant, die im fünften Lebensjahr das Tennisspielen begann, bevorzugt dabei Sandplätze. Sie gewann bislang vier Einzel- und sieben Doppeltitel auf der ITF Women’s World Tennis Tour.
Sie spielte 2015, 2016 und 2017 für den TC Rüppurr Karlsruhe in der 1. Tennis-Bundesliga.

## Turniersiege

### Einzel
| Nr. | Datum             | Turnier    | Kategorie | Belag | Finalgegnerin                       | Ergebnis        |
| --- | ----------------- | ---------- | --------- | ----- | ----------------------------------- | --------------- |
| 1.  | 26. Juni 2022     | Bukarest   | ITF W15   | Sand  | Anastassija Gurjewa                 | 6:75, 6:3, 6:2  |
| 2.  | 10. Juli 2022     | Casablanca | ITF W15   | Sand  | Nadine Keller                       | 7:62, 6:4       |
| 3.  | 3. Dezember 2023  | Valencia   | ITF W15   | Sand  | Tiantsoa Sarah Rakotomanga Rajaonah | 6:4, 6:710, 6:3 |
| 4.  | 25. November 2024 | Antalya    | ITF W15   | Sand  | Sara Dols                           | 3:6, 6:2, 6:1   |

### Doppel
| Nr. | Datum             | Turnier     | Kategorie   | Belag     | Partnerin                | Finalgegnerinnen                        | Ergebnis         |
| --- | ----------------- | ----------- | ----------- | --------- | ------------------------ | --------------------------------------- | ---------------- |
| 1.  | 8. September 2017 | Badenweiler | ITF $15.000 | Sand      | Arina Gabriela Vasilescu | Lisa-Marie Mätschke Anette Munozova     | 4:6, 7:6, [10:7] |
| 2.  | 12. Februar 2023  | Monastir    | ITF W15     | Hartplatz | Leonie Küng              | Tilwith Di Girolami Patricija Paukštytė | 7:5, 6:2         |
| 3.  | 12. Mai 2023      | Pörtschach  | ITF W15     | Sand      | Leonie Küng              | Walerija Oljanowskaja Linda Ševčíková   | kampflos         |
| 4.  | 10. November 2023 | Castellon   | ITF W15     | Sand      | Marie Mettraux           | Maryna Kolb Nadija Kolb                 | 3:6, 6:1, [10:5] |
| 5.  | 15. Dezember 2023 | Melilla     | ITF W15     | Sand      | Patricija Paukštytė      | Inês Murta Olga Parres Azcoitia         | 6:4, 7:5         |
| 6.  | 20. April 2024    | Antalya     | ITF W15     | Sand      | Natalia Siedliska        | Giuliana Bestetti Beatrice Stagno       | 6:0, 6:0         |
| 7.  | 8. März 2025      | Antalya     | ITF W15     | Sand      | Anja Stanković           | Daria Kuczer Joëlle Steur               | 6:2, 6:4         |

## Weltranglistenpositionen am Saisonende
| Jahr   | 2017 | 2018 | 2019 | 2020 | 2021 | 2022 | 2023 | 2024 |
| ------ | ---- | ---- | ---- | ---- | ---- | ---- | ---- | ---- |
| Einzel | 1208 | 1033 | 1273 | 1273 | 1076 | 567  | 658  | 595  |
| Doppel | 1049 | 1211 | 1221 | 1229 | 1047 | 785  | 802  | 616  |